# سونا شاهگلدیان
سونا شاهگلدیان (ارمنی: Սոնա Շահգելդյան؛ زادهٔ ۱۴ فوریهٔ ۱۹۸۶) خواننده و بازیگر اهل ارمنستان می‌باشد. وی از سال ۱۹۹۳ میلادی تاکنون مشغول فعالیت بوده‌است. وی فارغ‌التحصیل کنسرواتوار دولتی کومیتاس ایروان می‌باشد. مقام اول در جشنواره موسیقی New Wave سال ۲۰۱۰ کسب نمود.

## گزیده فیلمشناسی
از فیلم و مجموعه‌هایی که وی در آن نقش آفرینی کرده‌است می‌توان به آثار زیر اشاره کرد.
- دومینو
- شمال-جنوب (۲۰۱۵)

## زندگی خصوصی
دایی وی آرمن شاهگلدیان؛ بازیکن بازنشسته فوتبال و عضو سابق تیم ملی فوتبال ارمنستان می‌باشد.